# Maestro de los Luna

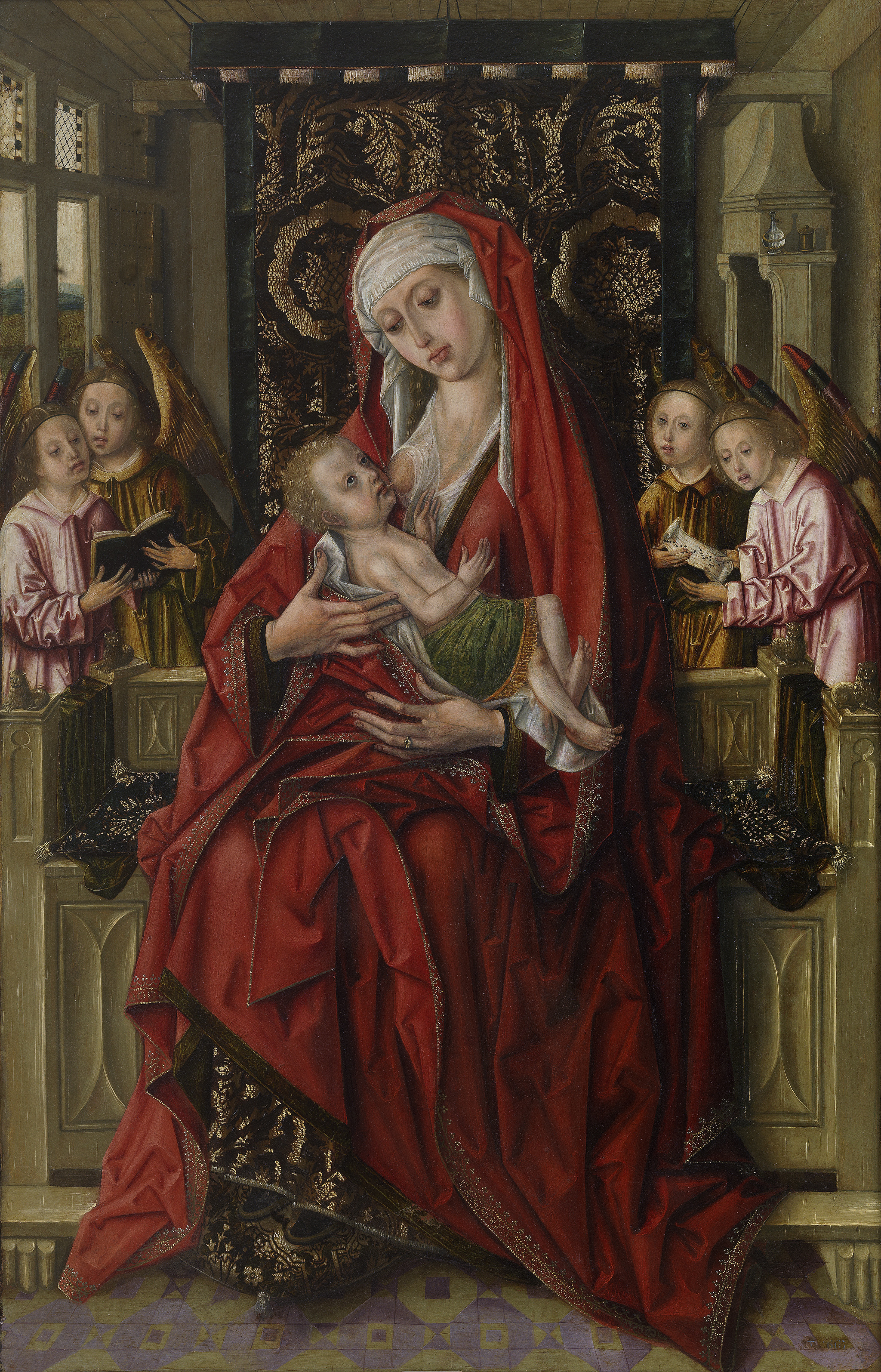
Virgen de la Leche, technique mixte sur panneau, 112 x 71 cm, Madrid, Musée du Prado.

Maestro de los Luna, également appelé Maestro de don Álvaro de Luna et pour certains Juan Rodríguez de Segovia ou Juan de Segovia (1480-1504) est le nom conventionnel donné à un peintre hispano-flamand actif à Tolède et Guadalajara et dans leurs zones d'influence au service de la famille Mendoza.

## Retable de la chapelle de Don Álvaro de Luna dans la cathédrale de Tolède

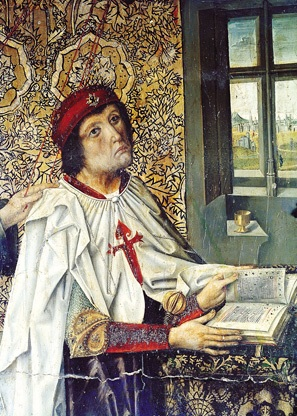
Portrait d'Álvaro de Luna dans le retable de la chapelle de Santiago de la cathédrale de Tolède, Espagne.

Elle doit son nom au retable de la chapelle de Santiago de la cathédrale de Tolède, fondation du connétable de Castille Álvaro de Luna, qui mourut sur l'échafaud en 1453. Le retable a été contracté le 21 décembre 1488 par la fille du connétable, María de Luna, mariée à Íñigo López de Mendoza, deuxième duc d'Infantado. Le contrat fut signé dans son château de Manzanares el Real avec Sancho de Zamora (doc. 1488-1498), habitant de Guadalajara, agissant en son nom propre et au nom de Juan Rodríguez de Segovia, également habitant de Guadalajara, et l'architecte et dessinateur Pedro de Gumiel, habitant d'Alcalá de Henares, qui s'engagea à l'achever dans un délai d'un an, avant Noël 1489, pour la somme de cent cinq mille maravedíes.
Le retable se compose de cinq allées et de deux sections plus la prédelle, au centre desquelles se trouve un panneau de la Lamentación sobre el cuerpo de Cristo muerto (Lamentation sur le corps du Christ mort), flanqué de deux panneaux avec les portraits en prière du Connétable et de son épouse, Juana Pimentel, avec les saints François d'Assise et Antoine de Padoue comme protecteurs et, aux extrémités, saint Bonaventure et saint Thomas Becket. Dans les rues des parties supérieures, quatre saints peints et quatre saints peints encadrent la sculpture du saint patron, avec un panneau de la Virgen de la Leche (Vierge du lait) au sommet. Aucun des deux peintres qui ont participé à son exécution, Sancho de Zamora et Juan Rodríguez de Segovia, n'a d'autres œuvres signées ou documentées, et il n'est donc pas possible de déterminer la part qui correspondait à chacun d'eux dans le retable, Cependant, dès 1955, Josep Gudiol i Ricart a proposé d'identifier le maître de la famille Luna avec Juan Rodríguez de Segovia, étant donné sa participation documentée entre 1484 et 1485 à des travaux décoratifs disparus dans le Palais de l'Infantado, et d'identifier Sancho de Zamora avec le maître de San Ildefonso de Chandler R. Post, à qui ils auraient correspondu dans le retable. Post, qui serait à l'origine de six des panneaux de saints de ce retable (saints Jean et Barthélemy l'Apôtre et saintes Marie-Madeleine, Agathe et Catherine d'Alexandrie), les plus qualitatifs.
Selon cette hypothèse, le maître de Luna aurait réalisé les cinq panneaux de la banquette, la Vierge à l'Enfant du grenier et les deux saints restants : Sainte Agnès et Saint André qui, contrairement à ceux attribués à Sancho de Zamora, reposent sur un piédestal similaire à celui de la Madone Durán de Rogier van der Weyden,. Le même panneau de la Vierge à l'Enfant de Van der Weyden, associé à d'autres modèles de Weyden lui-même ou de Dirk Bouts, a également inspiré le peintre pour ses différentes versions de la Vierge à l'Enfant avec des anges, La lecture de la Vierge à l'Enfant du retable de Saint Cyprien et Saint Corneille de l'église paroissiale d'El Muyo, petite ville ségovienne appartenant autrefois au diocèse de Sigüenza, a également été une source d'inspiration pour les différentes versions de la Vierge à l'Enfant avec des anges dans l'attique de ce retable à Tolède et dans l'exemple du Musée du Prado.

## Autres œuvres en relation avec le maestro de los Luna
Parmi les autres œuvres liées au maître de la famille Luna, citons une Lamentation sur le corps du Christ mort au Musée du Prado, semblable à celle du retable de la chapelle de Santiago et une paire de la Vierge du lait susmentionnée dans le même musée, le retable de Sainte Anne, la Vierge et l'Enfant à Berlanga de Duero, les panneaux de Saint Jean l'Évangéliste et Saint Jacques le Majeur dans l'église paroissiale de Braojos et les sept panneaux d'un ancien retable trouvés en 1936 dans l'église de San Ginés de Guadalajara, les panneaux de saint Jean l'Évangéliste et de saint Jacques le Majeur dans l'église paroissiale de Braojos et les sept panneaux conservés d'un ancien retable trouvé en 1936 dans l'église San Ginés de Guadalajara, dont le plus important est celui représentant le cardinal Pedro González de Mendoza agenouillé en donateur et accompagné de quatre évêques, aujourd'hui à l'hôtel de ville de Guadalajara.
Pendant la guerre civile, un retable dédié à sainte Lucie, sainte Apollonie et sainte Agathe, attribué à ce maître, a disparu du monastère de San Bernardo à Guadalajara et est réapparu sur le marché de l'art madrilène en 2019 sans la maçonnerie qui le contenait. La restauration a révélé un changement iconographique dans l'une des figures, qui représente désormais Santa Bárbara,.
Outre les œuvres susmentionnées, plusieurs panneaux peuvent également être attribués à l'atelier du maître de Luna, comme la Vierge du présage dans l'église paroissiale de Santiago Apóstol à Cuerva (Tolède) ; la Vierge du lait dans l'hôtel de ville d'Alcalá de Henares ; une paire de panneaux représentant saint Antoine de Padoue et saint François d'Assise au musée des beaux-arts de Bilbao ; le retable de sainte Anne dans l'église collégiale de Santa María del Mercado à Berlanga de Duero (Soria), daté de 1494 ; les Préparatifs de la Crucifixion dans la chapelle de la famille Vázquez de Arce dans la cathédrale de Sigüenza (Guadalajara) ; le triptyque du Christ à la colonne ou la Flagellation et un Saint Antoine de Padoue avec le Donateur agenouillé, tous deux au Museo de Santa Cruz à Tolède (prêt du Museo del Prado) ; l'Apparition du Christ ressuscité à sa mère (Národní Galerie, Prague) et d'autres œuvres dans des collections privées.
De nouveaux documents permettent d'étendre l'arc chronologique de Juan Rodríguez de Segovia jusqu'en 1504, année où il vivait dans la collation de Santo Tomé à Guadalajara. Dans cette paroisse, il est mentionné dans le registre des actes de visite en tant qu'intendant et, dans d'autres documents, il est lié à des artistes tels que Lorenzo Vázquez de Segovia et Francisco de Coca.
En plus de travailler pour le duc et la duchesse de l'Infantado, ses œuvres montrent qu'il a également peint pour de grands magnats comme le cardinal Pedro González de Mendoza et pour des prélats de sa clique comme Fernando de Arce, évêque des Canaries, et Pedro González de Aguilera, ainsi que pour des personnages de la cour comme Leonor de Mascareñas, ce qui, avec certaines influences flamandes présentes dans ses œuvres, suggère qu'il a eu accès aux tableaux d'Isabelle la Catholique.